# Simon Patterson
Simon Patterson (* 24. září 1981 Belfast) je britský producent, skladatel a DJ trance a progresivní elektronické hudby.

## Život a kariéra
Patterson zahájil svoji kariéru v hudebním průmyslu na pozici u A&R, kterou vykonával pro několik labelů. Pracoval pro Seba Fontaine a také pro Judge Julese a oběma pomáhal při výběru hudby pro jejich týdenní radio show na BBC Radio 1.
Jako DJ začal hrát v roce 2000 a stal se rezidentním DJem v Londýnském klubu The Cross. Také začal produkovat hudbu, aby se jeho jméno dostalo do povědomí veřejnosti. Simon Patterson získal velkou popularitu díky trancovému projektu Dogzilla, jehož členem, společně s Richiem Kayvanem, byl od roku 2003 do roku 2008. Svůj největší společný úspěch slavili se singlem Without You, který se umístil v některých evropských hitparádách.
V roce 2006 vydal svůj první sólový singl F-16. O dva roky později opustil trancový projekt Dogzilla, aby se mohl soustředit na svoji samostatnou kariéru.

## Diskografie

### Singly
- 2006 - F-16
- 2007 - Panic Attack / Strip Search
- 2007 - Bulldozer / We'll See
- 2008 - Smack / Whatever It Takes
- 2008 - Different Feeling
- 2008 - Us
- 2008 - Somethin's Up (společně s Sean Tyas)
- 2009 - For the Most Part (společně s Sean Tyas)
- 2009 - Always
- 2009 - Thump
- 2010 - Taxi
- 2010 - Miss You
- 2010 - Mood Swing
- 2011 - Latika
- 2011 - Keep Quiet (ft. Lucy Pullin)
- 2011 - Come to Me (s Greg Downey) (ft. Bo Bruce)
- 2012 - Northern Lights
- 2012 - So What
- 2012 - Within
- 2012 - Here & Now (ft. Sarah Howels)
- 2013 - Vanilla (společně s Jordan Suckley)
- 2013 - The One (ft. Lucy Pullin)
- 2013 - Contraband (společně s Blazer)

- 2013 - Brush Strokes